# Will Solomon
William James Solomon (Hartford, 20 juli 1978) is een Amerikaanse voormalig basketballer.

## Carrière
Solomon viel op tijdens zijn High School-jaren. Hij brak enkele records op zijn school, voordat hij naar de Universiteit van Clemson vertrok. In 2001 besloot hij zich in te schrijven in de NBA Draft van dat jaar. Hij werd geselecteerd door de Vancouver Grizzlies als 33e in de tweede ronde. In het seizoen 2001/02 speelde hij 62 wedstrijden voor de club uitkomend in de NBA. Hij behaalde er een gemiddelde van 5,2 punten per wedstrijd.
Eén jaar later, in 2003 besloot de Amerikaan naar Europa te vertrekken. Hij tekende een contract bij Aris BC, een Griekse basketbalclub, waar hij datzelfde jaar de FIBA European Challenge Cup won. Weer één jaar later vertrok Solomon naar Israël om te basketballen voor Hapoel Jeruzalem BC Hier won hij opnieuw een Europese basketbaltitel, de ULEB Cup. In de finale werd het basketbalteam van Real Madrid verslagen.
In het seizoen 2004/05 speelde hij voor het eerst in zijn carrière in de EuroLeague Men. Hij deed dit met de Turkse club Efes Pilsen SK. In 2005 ging hij weer terug naar Israël om te spelen voor Maccabi Tel Aviv BC. Maccabi had de twee seizoenen ervoor de EuroLeague Men gewonnen. Met Solomon in de selectie werd de finale in 2006 opnieuw gehaald, maar ditmaal verloren. 
Solomon speelde van 2006 tot en met 2008 voor Fenerbahçe Ülker in Turkije. Hij werd in 2007 met deze club kampioen in de Türkiye Basketbol Ligi en uitgeroepen tot Most Valuable Player van dat seizoen. Na periodes bij Toronto Raptors en Sacramento Kings keerde Solomon in 2009 terug bij Fenerbahçe Ülker, om in 2010 ook voor de tweede keer te tekenen bij Hapoel Jeruzalem BC.
In 2011 tekende hij in Oekraïne bij BK Tsjerkasy Mavpy. Na een seizoen tekende in Turkije bij Mersin BB. Van 2013 tot 2017 tekende hij bij het Franse Antibes Sharks waarmee hij in de Franse eerste en tweede klasse speelde. In 2018 tekende hij nog bij het Marokkaanse AS Salé.

## Erelijst
- FIBA EuroCup-kampioen: 2003
- ULEB Cup-kampioen: 2004
- Turks landskampioen: 2005, 2007, 2008
- Turks bekerwinnaar: 2008
- Israëlitisch landskampioen: 2006
- Israëlitisch bekerwinnaar: 2006

## Statistieken

### Regulier seizoen
| Seizoen  | Team              | WG  | WS | MPW  | 2P%  | 3P%  | FW%  | RPW | APW | SPW | BPW | PPW |
| -------- | ----------------- | --- | -- | ---- | ---- | ---- | ---- | --- | --- | --- | --- | --- |
| 2001/02  | Memphis Grizzlies | 62  | 4  | 14,1 | 34,1 | 28,4 | 67,1 | 1,1 | 1,5 | 0,6 | 0,1 | 5,2 |
| 2008/09  | Toronto Raptors   | 39  | 9  | 13,9 | 43,6 | 26,3 | 83,3 | 1,1 | 3,2 | 0,5 | 0,1 | 4,9 |
| 2008/09  | Sacramento Kings  | 14  | 0  | 12,0 | 40,6 | 44,8 | 50,0 | 1,5 | 0,7 | 0,5 | 0,0 | 5,0 |
| Carrière | Carrière          | 115 | 13 | 13,8 | 37,8 | 29,8 | 69,2 | 1,1 | 2,0 | ,5  | 0,1 | 5,1 |